# Orquestra de Câmara de Cascais e Oeiras
A Orquestra de Câmara de Cascais e Oeiras ou OCCO  está sediada em Monte Estoril, Portugal.
A Orquestra de Câmara de Cascais e Oeiras, é uma formação apoiada pelas Câmaras Municipais de Cascais e Oeiras e pelo Instituto das Artes do Ministério da Cultura, foi criada em 1996 por iniciativa do maestro Nikolay Lalov - ainda hoje seu director artístico - sendo actualmente um dos melhores agrupamentos do género em Portugal. 
No seu repertório, a orquestra tem incluído obras de compositores de diversas épocas e estilos, sempre com a preocupação de promover o trabalho de compositores portugueses, sobretudo da nova geração e dando igualmente destaque a autores menos conhecidos do público. 
A sua temporada regular de concertos é completada com actuações em vários pontos de Portugal e no estrangeiro.
Em 2002, a OCCO fundou a escola de música "Concertino", cujo objectivo primordial é o desenvolvimento de uma actividade pedagógica nas áreas da formação musical geral e de jovens instrumentistas. 